# Nipponentomon californicum
Nipponentomon californicum är en urinsektsart som först beskrevs av Hilton 1929.  Nipponentomon californicum ingår i släktet Nipponentomon och familjen lönntrevfotingar. Inga underarter finns listade i Catalogue of Life.